# عسل‌محله
عسل محله ، روستایی است از توابع بخش کوهستان شهرستان تنکابن در استان مازندران ایران.

## جمعیت
این روستا در دهستان دوهزار قرار دارد و جمعیت آن براساس سرشماری مرکز آمار ایران در سال ۱۳۹۵ برابر با ۱۰۳ نفر (۴۰ خانوار) بوده است.